# Classificació nutricional bàsica

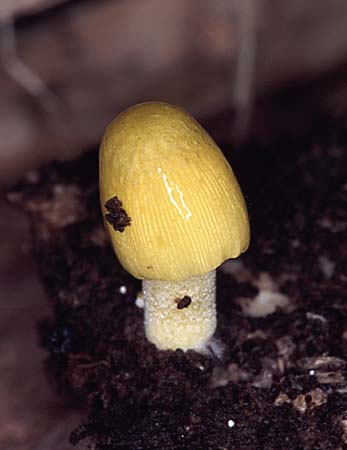
Fong de color groc

La classificació nutricional bàsica defineix grups d'organismes, dividits segons les fonts d'energia per a viure, créixer i reproduir-se. Les fonts d'energia poden ser la llum i compostos orgànics i inorgànics; les fonts de carboni poden ser d'origen orgànic o inorgànic.

El terme respiració aeròbia, respiració anaeròbica i fermentació no es refereixen a grups nutricionals bàsics, però reflecteixen d'una manera simple el diferent ús d'acceptors possibles d'electrons en organismes particulars, com O₂ en respiració aeròbia, o NO₃-, SO₄2- o fumarat en respiració anaeròbia, o diversos metabòlits intermedis en la fermentació. La fermentació sovint s'anomena fosforilació a nivell de substrat.